# بشرية

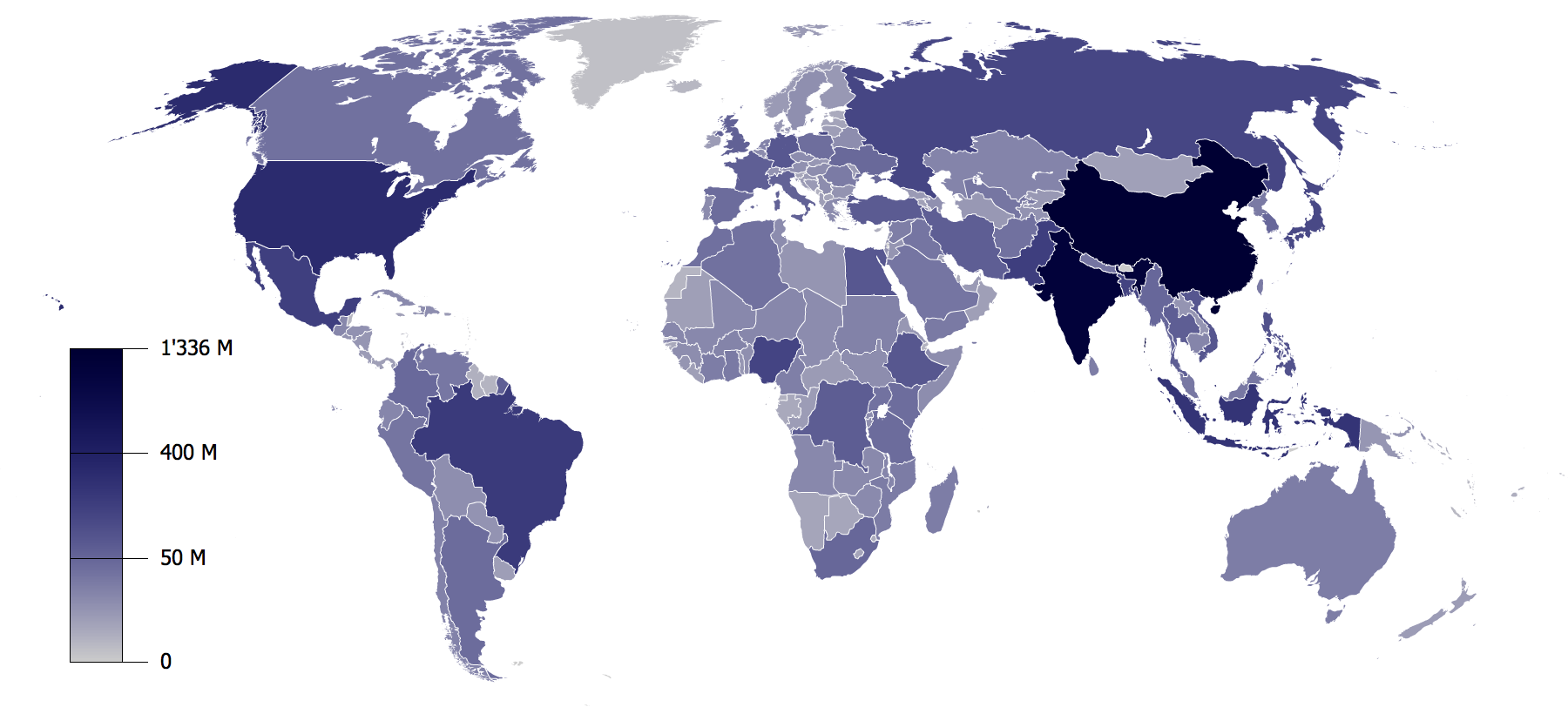

البشرية مصطلح يقصد به الإشارة إلى الجنس البشري بأكمله أي البشر عامة. كما يمكن تضييق المفهوم للإشارة إلى تعداد السكان في العالم.

## اقرأ أيضاً
- إنسانية
- تاريخ العالم